# Hieracium corniculans
Hieracium corniculans es una especie de planta con flor del género Hieracium, de la familia Asteraceae, orden Asterales.

## Distribución
Hieracium corniculans se distribuye por Finlandia y Suecia.

## Taxonomía
Fue descrita científicamente por Johanss. Fue publicada en Ark. Bot. 7(12): 29 (1908).